# يو إف سي 274
يو إف سي 274: أوليفيرا ضد غيثي (بالإنجليزية: UFC 274: Oliveira vs. Gaethje)‏ هو حدث لفنون القتال المختلطة نظمته يو إف سي، أُقيم في 7 مايو 2022، على مركز البصمة في فينيكس، أريزونا، الولايات المتحدة.